# روبرت كينسي
روبرت كينسي (بالإنجليزية: Robert Kinsey)‏ هو لاعب كرة مضرب أمريكي، ولد في 9 مايو 1897 في سانت لويس في الولايات المتحدة، وتوفي في 1964.

## وصلات خارجية
- روبرت كينسي على موقع رابطة محترفي التنس (الإنجليزية)
- روبرت كينسي على موقع الاتحاد الدولي لكرة المضرب (الإنجليزية)
- روبرت كينسي على موقع كأس ديفيز (الإنجليزية)
- روبرت كينسي على موقع أرشيف التنس.كوم (الإنجليزية)
- روبرت كينسي على موقع خلاصة التنس.كوم (الإنجليزية)